# 五月之戀
《五月之戀》，是一部台灣愛情電影，由台灣著名製作人焦雄屏製作，徐小明執導，是吉光電影有限公司“三城記”系列電影的第三部（前兩部分別是《十七歲的單車》和《愛你愛我》）。該片於2003年10月18日開機拍攝，2004年7月16日在台灣上映，7月30日在中國大陸五大城市上映。本片是台灣搖滾樂團五月天和女演員劉亦菲的大銀幕處女作。

## 概述
故事劇情描寫兩位一水隔天涯的年輕人，卻經網際網路串連在一起，進而發展出相隔千里的網路戀情。整個舞臺從台北市都會的景緻，輾轉到苗栗縣三義鄉的油桐花風景，更遠赴至黑龍江省哈爾濱市的雪地取景，讓北國的雪地風貌和南國的情懷形成強烈的對比。

## 劇情簡介
阿磊是石頭的弟弟，幫助樂團五月天架設官方網站，並負責幫五月天回覆歌迷的來信，卻沒想到這樣就此認識一位叫做瑄瑄的女孩。但是，他不知道瑄瑄是來自遙遠的哈爾濱，沒想到兩個人的生命會因為網路交談，而迸出情愫的火花。
後來，兩人相約台灣誠品書局碰面，但阿磊卻不敢挺身相認，沒想到跟蹤到瑄瑄的住所後，她卻反跟蹤他。頓時，讓阿磊不知所措。最後，阿磊隨五月天樂團赴大陸演唱時，獨自遠赴哈爾濱找他，雖然兩人並沒有許下什麼承諾，但就在那一來一往中建築出濃郁的感情。

## 人物角色
| 角色名稱     | 演員   | 簡介 |
| 阿磊         | 陳柏霖 | 家政系大學生，石頭的弟弟。幫五月天管理官方網頁，卻又假扮阿信，約瑄瑄見面。頭腦精明但做事總是三分鐘熱度、好高騖遠，不時讓石頭煩惱，直到認識了瑄瑄，才有了改變。 |
| 趙瑄（瑄瑄） | 劉亦菲 | 哈爾濱國劇學院學生，喜歡五月天。她參與了國劇團到台灣表演的活動，卻在表演後裝病離隊，只為了兩個目的：與偶像阿信見面、到三義探詢已逝祖父的家。                   |
| 趙爺爺       | 田豐   | 趙瑄的祖父，在民國38年隨國民政府遷台。因三義油桐花開的五月雪讓他緬懷家鄉哈爾濱的雪景而在三義定居。                                                             |
| 阿信         | 陳信宏 | 樂團主唱 |
| 怪獸         | 溫尚翊 | 樂團吉他手 |
| 瑪莎         | 蔡昇晏 | 樂團貝斯手 |
| 諺明         | 劉諺明 | 樂團鼓手 |
| 石頭         | 石錦航 | 樂團吉他手，阿磊的哥哥。想提攜阿磊，但對阿磊不受教的個性煩心。                                                                                                 |
| 江老師       | 張永寧 | 趙瑄的老師 |

## 得獎紀錄
| 年份 | 獎名                  | 獎項       | 入圍者 | 結果 |
| ---- | --------------------- | ---------- | ------ | ---- |
| 2005 | 第5屆華語電影傳媒大獎 | 最佳男演員 | 陳柏霖 | 提名 |

## 電影歌曲

### 原聲帶
電影原聲帶《五月之戀電影原聲帶》，於2004年7月13日由滾石國際音樂股份有限公司製作發行。

## 外部連結
- Yahoo奇摩電影上《五月之戀》的資料（繁體中文）
- 開眼電影網上《五月之戀》的資料（繁體中文）
- 时光网上《五月之戀》的資料（简体中文）
- 豆瓣电影上《五月之戀》的資料 （简体中文）
- 香港影庫上《五月之戀》的資料（繁體中文）
- 互联网电影数据库（IMDb）上《Wu yue zhi lian》的资料（英文）